# ریچرت بایز
ریچرت بایز (اسپانیایی: Richart Báez‎؛ زادهٔ ۳۱ ژوئیهٔ ۱۹۷۳) یک بازیکن فوتبال اهل پاراگوئه است.

## تیم ملی
وی همچنین در تیم ملی فوتبال پاراگوئه بازی کرده است.